# Kposo
Kposo är en klan i Liberia.   Den ligger i regionen Grand Cape Mount County, i den västra delen av landet, 110 km norr om huvudstaden Monrovia.